# Mikonazol
Mikonazol je imidazolna protiglivična učinkovina, ki jo je razvilo podjetje Janssen Pharmaceutica. Uporablja se topikalno (lokalno) na koži in sluznicah pri površinskih glivičnih okužbah. Zavira sintezo ergosterola, ki je poglaviten sterol v membrani glivnih celic. Deluje tudi proti leishmaniozi, ki jo povzroča enoceličar; ta v celični membrani prav tako vsebuje ergosterol. Poleg protiglivičnega in antiparazitskega delovanja izkazuje tudi blago učinkovitost proti bakterijam.

## Indikacije
Mikonazol se uporablja zlasti v zdravilih za zunanjo uporabo pri glivičnih okužbah stopal in kože. Uporablja se tudi vaginalno pri glivični okužbi nožnice in oralno pri glivičnih okužbah v ustih.

## Interakcije
Za razliko od nistatina se pri peroralni uporabi mikonazola del učinkovine v črevesju absorbira v sistemski obtok in lahko povzroča interakcije z drugimi zdravili (antikoagulanti, fenitoin, terbinafin, novejši atipični antipsihotiki, ciklosporin in nekateri statini).

## Primeri zdravil
Primer zdravila, ki vsebuje mikonazol in je dostopno v Sloveniji tudi brez recepta, je Krkina krema Daktarin® 20 mg/g, ki vsebuje mikonazol v obliki mikonazolijevega nitrata.